# Peter Božič
Peter Božič (rojen kot Peter Jožef Božič), slovenski pisatelj in dramatik, * 30. december 1932, Bled, † 10. julij 2009, Ljubljana.

## Življenje
Njegov oče je bil železničar, zato se je družina večkrat selila. Mati mu je zgodaj umrla in oče se je ponovno poročil. Osnovno šolo je obiskoval v Novem mestu in Mariboru. Med drugo svetovno vojno je bil z družino izseljen v Vroclav, kjer je nadaljeval šolanje na gimnaziji, potem pa v Freiburg pri Dresdnu in tu februarja 1945 doživel bombardiranje in požig mesta. Veliko dni je preživel v nemških zakloniščih in bunkerjih. Ti dogodki so nanj travmatično vplivali. Po osvoboditvi je obiskoval klasično gimnazijo v Mariboru, kjer je sodeloval v dramski skupini in prijateljeval z avtorji ilegalnega glasila Iskanja (mdr. Polde Bibič, Jože Pučnik, Marjan Belina), zaradi česar je bil leta 1951 obsojen zaradi protidržavnega delovanja in dobil petletno prepoved šolanja, a so kazen leto pozneje črtali. 
V Ljubljani je naprej študiral gozdarstvo, nato slavistiko na Filozofski fakulteti Preživljal se je s pisanjem, po odsluženju vojaškega roka je deloval kot laborant v Polju, knjižničar na Jesenicah in učitelj v Krvavi Peči na Dolenjskem. V tem času je boemsko živel in študija ni dokončal. Kasneje je bil samostojni književnik, novinar, urednik in uslužbenec pri Zvezi kulturnih organizacij Slovenije (ZKOS) ter na Ministrstvu za kulturo. Urejal je reviji Mentor in Maske, sodeloval je še pri revijah t. i. kritične generacije Beseda, Revija 57 in Perspektive in z ekipo eksperimentalnega gledališča Pekarna. Bil je mentor mladim avtorjem, saj je bil prepričan, da je literarno pisanje trdo delo. Do ukinitve Odra 57 je bil najbolj radikalen dramatik svoje generacije. 
Med osamosvajanjem Slovenije je postal politično dejaven. Bil je član DEMOS-a, kasneje LDS-a. Vrsto let je bil ljubljanski mestni svetnik, predsednik Odbora MS MOL za kulturo in raziskovalno dejavnost, predsednik Komisije za poimenovanje ulic in naselij MS MOL, član sveta Mestnega gledališča ljubljanskega, član Upravnega odbora NŠD NK Olimpija idr. Leta 2004 je soustanovil politično društvo Forum 21.
Leta 2009 je veliko prahu v javnosti dvignila njegova pobuda po ponovnem imenovanju ceste v Ljubljani po nekdanjem predsedniku SFRJ, Titu. Znan je bil tudi kot član omizja - "direkcije" satirične rubrike Mladine Rolanje po sceni, kjer je bil poimenovan z vzdevkom Voščenka, ter stalni gost ljubljanskega PEN-a.
Bil je angažiran javni intelektualec, prepoznaven po drobni postavi, živahnosti in vzkipljivosti. Umrl je v 77. letu starosti v Ljubljani.
Leta 1999 je Vinko Möderndorfer režiral kratki dokumentarni TV-film Človek v šipi – portret Petra Božiča. 
Slovenski gledališki muzej je leta 2013 pripravil razstavo portretov Petra Božiča akademskega kiparja Mirsada Begića, tudi avtorja njegovega spomenika v bližini ŠRC Stožice za Bežigradom, kjer je bila po njem poimenovana tudi ulica. Na vrtu PEN kluba so mu 2022 postavili spomenik tudi kolegi iz Mladininega Rolanja po sceni.

## Delo

### Literarni začetki
Prozo je začel pisati v gimnazijskih letih. V mariborski dijaški reviji Svit je objavil kratke pripovedi Vrnitev, Oči so ugasnile in Bele pike. 
V reviji Beseda je objavil pripovedi Beli šal, Človek in senca, Mož v mesecu, v Reviji 57 pa pripoved Živali bežijo, ki so bili ponovno objavljeni v izboru novel Človek in senca. Za ta dela je značilna pravljičnost, poetičnost in liriziranost. Po prihodu v Ljubljano v šolskem letu 1954/55 je tako kot številni drugi mladi pod vplivom povojnih filozofskih in literarnih struj Zahoda nastopil proti prenovljenemu realizmu v slovenski književnosti. Razvijal je filozofijo, ki išče smisel človeškega bivanja.

### Proza
Božičeva prozna dela so zaznamovana s sodobno eksistencialistično filozofijo, značilne so poudarjene groteskne prvine. Avtor raziskuje dve dimenziji človeškega življenja, ljubezen in smrt. Osebe njegovih proznih besedil so izobčenci, nemoralni ljudje, ki se sprti z družbenimi normami skrivajo v svojem svetu domišljije. Prikazuje življenje ljudi zunaj meščanske urejene družbe. Literarni liki so ujeti v svojem položaju »izven«; njihovo usihanje lahko ustavi le smrt.
Uvajal je nove tipe slovenskega romana od eksistencialističnega (Izven, Na robu zemlje) do absurdistično nadrealističnega (Zemlja). 

### Dramatika
Peter Božič je eden glavnih predstavnikov drame absurda v sodobni slovenski književnosti. Njegove igre se zgledujejo po angleški in francoski sodobni drami. Tako kot Samuel Beckett ali Eugène Ionesco jih je tudi on napisal v obliki grotesk. Približuje se ekspresionizmu. Njegova dramatika je doživela vsaj tri faze razvoja: zgodnjo absurdno (Vojaka Jošta ni), ludistično-reistično in zadnjo, ki je notranje najbolj raznorodna. 
Igre so večinoma kratke eno- ali dvodejanke, ki se odvijajo v abstraktnem času in prostoru. Uprizarjajo nenavadno, nelogično, izkrivljeno dogajanje. Pisatelj tako kot v proznih delih tudi v dramah v središče postavlja ljudi z roba življenja. Njihove usode so dodatno obarvane z odtujenostjo, nemočjo in tragiko, dialog oseb je na videz nepovezan.
V dramskih delih smeši malomeščansko miselnost in nemoralo, s čimer opozarja na konflikt posameznika s samim sabo in okolico v meščanski družbi.

#### Romani
- Izven: Roman (1963) – eksistencialistični roman (COBISS)
- Na robu zemlje: Roman (1968) – eksistencialistični roman (COBISS)
- Jaz sem ubil Anito (1972) – eksistencialistični roman (COBISS)
- Zemlja: Njen opis in njeno potovanje (1976) – absurdistično nadrealistični roman (COBISS)
- Na njeni travi (1976) – absurdistično nadrealistični roman (COBISS)
- Očeta Vincenca smrt (1979) – vojni roman (COBISS)
- Chubby was here: Zapisi iz spomina (1987) – spominska proza (COBISS)
- Zdaj, ko je nova oblast (1993) – eksistencialistični roman (COBISS)
- Ko oblasti sploh ni (2022, Beletrina) – spominska avtobiografska proza

#### Kratka proza
- Človek in senca (1990) – novele (COBISS)

#### Drame
- Človek v šipi: Igra z epilogom (1955) oz. (1970) (COBISS)
- Zasilni izhod: Enodejanka (1957) oz. (1970) (COBISS)
- Križišče: Enodejanka (1957) oz. (1970) (COBISS)
- Vojaka Jošta ni: Vesela igra (1962) oz. (1970) (COBISS)
- Kaznjenci (1963) oz. (1970) (COBISS)
- Dva brata: Komedija (1965) oz. (1970) (COBISS)
- Jezdec na strehi (1968)
- Obisk stare mame (1968)
- Službena pot (1970) (COBISS)
- Prikazni (1970)
- Tomšičeva smrt (1972)
- Mravlje so še na zvezdah (1975)
- Panika: Igra (1977) (COBISS)
- Komisar Kriš: Tragična igra v 30. prizorih (1978 oz. 1979) (COBISS)
- Vračanja (1980) (COBISS)
- Ledenica (1980) (COBISS) – predvajano na RTV Slovenija pod naslovom Očeta Vincenta smrt (1988)
- Nad nami so znamenja tri (1981)
- Španska kraljica: Igra (1985) oz. (1987) (COBISS)
- Vedomec Kriš (1986) (COBISS)
- Dosje: Igra za gledališče v dveh delih (2001) (COBISS)
  - Ta igra se nikoli ne konča (2001) (COBISS) – varianta drame Dosje
  - Pod ognjenikom: Igra za gledališče v dveh delih (2001) (COBISS) – varianta drame Dosje
  - Dosije: Igra v dveh delih (2001) (COBISS) – varianta drame Dosje
- Šumi (2009) (COBISS)
- Dve igri iz Pekarne (2010) (COBISS) – Kako srečen dan ali Liberalna vzgoja detektivovih otrok: Veseloigra in Turjaška Rozamunda ali Nad nami so znamenja tri: Igra po motivih dr. Franceta Prešerna

#### Za mladino
- Moj klobuk ima tri luknje (1971) (COBISS)
- Osliček z napako (1972) (COBISS)

#### Dramatizacije
- Jaz sem gospa Marija: Dramatizacija po prozi Pavleta Zidarja (1975) (COBISS)
- Agata Schwarzkobler (1986)

#### Scenariji
- Barakarji (1976) (COBISS)
- Ljubljanska bohema (1980) (COBISS)
- Očeta Vincenca smrt (1988) (COBISS)

## Nagrade
- 1970 – Župančičeva nagrada
- 1972 – nagrada Prešernovega sklada za roman Ubil sem Anito
- 1988 – zlata značka Borštnikovega srečanja
- 2002 – Srebrni častni znak svobode Republike Slovenije